# Korinna Ichimtseva
Korinna Ichimtseva est une joueuse kazakhe de volley-ball  née le 8 février 1984 à Almaty. Elle mesure 1,84 m et joue au poste de passeuse. Elle totalise 163 sélections en équipe du Kazakhstan.

## Clubs
| Club                 | De        | À         |
| -------------------- | --------- | --------- |
| Rakhat Alma-Ata      | 2002-2003 | 2007-2008 |
| Samorodok Khabarovsk | 2008-2009 | 2008-2009 |
| Jetysou Taldykourgan | 2009-2010 | …         |

## Palmarès

### Équipe nationale
- Championnat d'Asie et d'Océanie
  - Finaliste : 2005

### Clubs
- Championnat féminin AVC des clubs
  - Finaliste : 2013.
- Championnat du Kazakhstan
  - Vainqueur : 2010, 2011, 2012, 2013, 2014.
- Coupe du Kazakhstan
  - Vainqueur : 2010, 2011, 2012, 2013, 2014.
- Supercoupe du Kazakhstan
  - Vainqueur : 2015.

### Distinctions individuelles
- Championnat féminin AVC des clubs 2013: Meilleure passeuse.